# فیلیس بروکس
فیلیس بروکس (انگلیسی: Phyllis Brooks؛ ۱۸ ژوئیهٔ ۱۹۱۵ – ۱ اوت ۱۹۹۵) یک هنرپیشه اهل ایالات متحده آمریکا بود.
از فیلم‌ها یا برنامه‌های تلویزیونی که وی در آن نقش داشته است می‌توان به در شیکاگوی قدیم (۱۹۳۷)، ژست شانگهای (۱۹۴۱) اشاره کرد.